# Пригорки (Саратовская область)
Пригорки — посёлок Перелюбского района Саратовской области. Входит в состав Смородинского муниципального образования.

## История
В 1963 году указом Президиума Верховного Совета РСФСР хутор Гошинский переименован в посёлок Пригорки.

## Население
| 2002 | 2010 |
| ---- | ---- |
| 548  | ↘350 |